# Oecetis minasata
Oecetis minasata är en nattsländeart som beskrevs av Mosely in Mosely och Douglas E. Kimmins 1953. Oecetis minasata ingår i släktet Oecetis och familjen långhornssländor. Inga underarter finns listade i Catalogue of Life.